# Liste der Kulturdenkmale in Boostedt
In der Liste der Kulturdenkmale in Boostedt sind alle Kulturdenkmale der schleswig-holsteinischen Gemeinde Boostedt (Kreis Segeberg) aufgelistet (Stand: 10. März 2025).

## Legende
In den Spalten befinden sich folgende Informationen:
- Objekt-ID: die Nummer des Kulturdenkmales
- Lage: die Adresse des Kulturdenkmales und die geographischen Koordinaten. Kartenansicht, um Koordinaten zu setzen. In der Kartenansicht sind Kulturdenkmale ohne Koordinaten mit einem roten Marker dargestellt und können in der Karte gesetzt werden. Kulturdenkmale ohne Bild sind mit einem blauen Marker gekennzeichnet, Kulturdenkmale mit Bild mit einem grünen Marker.
- Offizielle Bezeichnung: Bezeichnung des Kulturdenkmales
- Beschreibung: die Beschreibung des Kulturdenkmales
- Bild: ein Bild des Kulturdenkmales

## Bauliche Anlagen
| Objekt-ID | Lage                                        | Offizielle Bezeichnung | Beschreibung | Bild            |
| --------- | ------------------------------------------- | ---------------------- | --- | --------------- |
| 45226     | Feldstraße 32 (54° 0′ 45″ N, 10° 0′ 59″ O)  | Wohnhaus mit Garage    | Wohnhaus mit Garage; 1930er Jahre; eingeschossiger ziegelsichtiger Massivbau im Heimatschutzstil mit Garagenanbau, hohes Walmdach; mit Einfriedung - Begründung: geschichtlich, städtebaulich - Schutzumfang: Wohnhaus mit Garage, Einfriedung - Denkmaltyp: Bauliche Anlage                                                                      | BW              |
| 45223     | Stückenredder 8 (54° 1′ 1″ N, 10° 0′ 59″ O) | Bahnhof                | Bahnhof; 1916; dreiteilige Anlage aus zweigeschossigem Empfangsgebäude in Backsteinbauweise mit Walmdach im Heimatschutzstil, nach Norden eingeschossigem Güterschuppenanbau und nach Süden jüngerem eingeschossigem Anbau - Begründung: geschichtlich, künstlerisch, städtebaulich - Schutzumfang: gesamtes Objekt - Denkmaltyp: Bauliche Anlage | Fotos hochladen |

## Quelle
- Liste der Kulturdenkmale in Schleswig-Holstein – Kreis Segeberg

- Karte mit allen Koordinaten:
- OSM |
- WikiMap